# Violence of Summer (Love's Taking Over)
«Violence of Summer (Love's Taking Over)» —en español: «Violencia del verano (aceptación del amor)»— es el vigésimo-quinto sencillo de la banda británica de new wave Duran Duran, lanzado por EMI en julio de 1990. "Violence of Summer" fue el primer sencillo publicado del álbum Liberty. Fue un gran éxito en Reino Unido y en países como Italia y Japón.

## La canción
"Violence of Summer" es una sencilla canción de Rock, con unos acordes zumbidos de piano, como en un puntal bajo slick. Líricamente, la canción juega con temas familiares Duran: de romance fugaz en la cara de la política sexual, y las peculiaridades mars-meets-venus entre los géneros. Le Bon sigue marcando estas preocupaciones en los escenarios más realistas, desafiarse a sí mismo para dejar atrás el misticismo opacante de los tres primeros álbumes de la banda.
También digno de mención líricamente, es este pistas vuelven a las letras US-inspiradas de Notorious: "hacia el sur, donde su madre escribe" y "romper la cabeza en la cabaña de azúcar" (que hace referencia a la cubierta de Marvin Gaye de "I Want You".)
Fue lanzado el 23 de julio de 1990 en el Reino Unido, y el 11 de agosto en los Estados Unidos.

## Video musical
El final de la década de 1980 marcó un cambio profundo en los tipos de vídeo de Duran Duran. El interés de MTV se había desplazado a las bandas más jóvenes, y su formato fue cambiar en cualquier caso. VH1 era amable, pero estaba más interesado en vídeos clásicos de la banda que en sus productos actuales. Duran Duran resultó cada vez más difícil conseguir un nuevo vídeo que se reproduce en donde el público pudo verlo.
El video de "Violence of Summer" fue filmado en París por el dúo de directores jóvenes Gran TV! (más conocido convencionalmente como Andy Delaney y Monty Whitebloom). La banda, con la piel pálida y el pelo más corto que antes, juega con energía en un conjunto construido para parecerse a un equipo de parachoques del coche (que refleja el parque temático de diversiones de la portada del álbum), mientras que las modelos (incluyendo Tess Daly) en rubio platino pelucas hang Y fuera mirada atractiva. Recientemente musculoso guitarrista Warren Cuccurullo es casi irreconocible para los fanes que estaban acostumbrados a su antiguo aspecto waif similar.

## Formatos y canciones
– Sencillo en 7": EMI
1. «Violence of Summer (Love's Taking Over)» (7" Mix) – 3:30
2. «Violence of Summer (Love's Taking Over)» (The Story Mix) – 3:18

 – Sencillo en 12": EMI
1. «Violence of Summer (Love's Taking Over)» (The Power Mix) – 4:56
2. «Violence of Summer (Love's Taking Over)» – 4:20
3. «Violence of Summer (Love's Taking Over)» (The Story Mix) – 3:18

- CD: Part of "Singles Box Set 1986-1995" boxset

1. «Violence of Summer» (Love's Taking Over) (7" Mix) – 3:30
2. «Violence of Summer (Love's Taking Over)» (The Story Mix)" – 3:18
3. «Violence of Summer (Love's Taking Over)» (The Power Mix)" – 4:56
4. «Violence of Summer (Love's Taking Over)» – 4:20
5. «Violence of Summer (Love's Taking Over)» (Rock Mix)" – 4:23
6. «Violence of Summer (Love's Taking Over)» (The Dub Sounds Of A Powerful Mix)" – 4:45
7. «Violence of Summer (Love's Taking Over)» (Power Cutdown)" – 4:01
8. «Throb» – 4:25

## Posicionamiento en listas

### Listas semanales
| Listas                                | Mejor posición |
| ------------------------------------- | -------------- |
| Alemania (Offizielle Deutsche Charts) | 39             |
| Estados Unidos (Billboard Hot 100)    | 64             |
| Irlanda (IRMA)                        | 21             |
| Italia (FIMI)                         | 3              |
| Países Bajos (Dutch Top 40 Tipparade) | 12             |
| Reino Unido (UK Singles Chart)        | 20             |
| Suiza (Schweizer Hitparade)           | 29             |

## Otras apariciones
Álbumes:
- Liberty (1990)
- Singles Box Set 1986-1995 (2005)

## Personal
- Simon Le Bon - Voz
- Nick Rhodes - Teclados, sintetizadores
- John Taylor - Bajo
- Warren Cuccurullo - Guitarra
- Sterling Campbell - Batería

Complementarios:
- Duran Duran - Productores
- John Jones - Productor